# Bathonium
| ❮ | System  | Serie      | Stufe         | ≈ Alter (mya) |
| ❮ | später  | später     | später        | jünger        |
| - | ------- | ---------- | ------------- | ------------- |
| ❮ | J u r a | Oberjura   | Tithonium     | 145 ⬍ 152,1   |
| ❮ | J u r a | Oberjura   | Kimmeridgium  | 152,1 ⬍ 157,3 |
| ❮ | J u r a | Oberjura   | Oxfordium     | 157,3 ⬍ 163,5 |
| ❮ | J u r a | Mitteljura | Callovium     | 163,5 ⬍ 166,1 |
| ❮ | J u r a | Mitteljura | Bathonium     | 166,1 ⬍ 168,3 |
| ❮ | J u r a | Mitteljura | Bajocium      | 168,3 ⬍ 170,3 |
| ❮ | J u r a | Mitteljura | Aalenium      | 170,3 ⬍ 174,1 |
| ❮ | J u r a | Unterjura  | Toarcium      | 174,1 ⬍ 182,7 |
| ❮ | J u r a | Unterjura  | Pliensbachium | 182,7 ⬍ 190,8 |
| ❮ | J u r a | Unterjura  | Sinemurium    | 190,8 ⬍ 199,3 |
| ❮ | J u r a | Unterjura  | Hettangium    | 199,3 ⬍ 201,3 |
| ❮ | früher  | früher     | früher        | älter         |

Das Bathonium (auch verkürzt zu Bathon) ist in der Erdgeschichte die dritte chronostratigraphische Stufe der Mitteljura-Serie im Jura. Es begann geochronologisch vor etwa 168,3 Millionen Jahren und endete vor etwa 166,1 Millionen Jahren und dauerte somit ca. 2 Millionen Jahre. Dem Bathonium geht das Bajocium voraus; es wird vom Callovium gefolgt.

## Namensgebung und Geschichte
Die Typlokalität der Stufe liegt in der Nähe der Stadt Bath am Fluss Avon (Somerset, England). Die Bezeichnung Bathonium ist eine latinisierte Version des Stadtnamens. Der Name wurde erstmals 1843 von Jean Baptiste Julien d’Omalius d’Halloy eingeführt und von Alcide Dessalines d’Orbigny 1852 übernommen. Er definierte erstmals den ungefähren Umfang der Stufe.

## Definition und GSSP
Die untere Grenze der Stufe ist mit dem Ersteinsetzen der Ammoniten-Art Parkinsonia (Gonolkites) convergens definiert. Die Stufe endet mit dem Einsetzen der Ammoniten-Gattung Kepplerites. Ein GSSP (Typlokalität und Typprofil) wurde bisher noch nicht festgelegt.

## Untergliederung
Das Bathonium kann in die Unterstufen Unter-, Mittel- und Oberbathonium unterteilt werden.
Das Bathonium wird im tethyalen Bereich in folgende Ammoniten-Biozonen unterteilt:
- Clydoniceras discus
- Hecticoceras retrocostatum
- Cadomites bremeri
- Morrisiceras morrisi
- Tulites subcontractus
- Procerites progracilis
- Procerites aurigerus
- Zigzagiceras zigzag